# Соловьи (Медведевский район)
Соловьи — деревня в Медведевском районе Марий Эл Российской Федерации. Входит в состав Люльпанского сельского поселения.
Численность населения — 2 чел. (2021 год).

## География
Располагается в 24 км на запад от административного центра сельского поселения — деревни Люльпаны.

## История
До 1 апреля 2014 года в деревня входила в состав упразднённого сельского поселения Пижменское.

## Население
| 2010 | 2011 | 2012 | 2013 | 2015 | 2016 | 2018 |
| ---- | ---- | ---- | ---- | ---- | ---- | ---- |
| 4    | ↘2   | →2   | ↗4   | ↘2   | →2   | →2   |
| 2019 | 2020 | 2021 |      |      |      |      |
| →2   | →2   | →2   |      |      |      |      |

Национальный состав на 1 января 2013 г.:
| Национальность | Численность, чел. | Доля    |
| -------------- | ----------------- | ------- |
| всего          | 4                 | 100,0 % |
| Марийцы        | 1                 | 25 %    |
| Русские        | 3                 | 75 %    |

## Описание
Улично-дорожная сеть деревни имеет грунтовое покрытие. Жители проживают в индивидуальных домах, не имеющих централизованного водоснабжения и водоотведения. Деревня не газифицирована.